# Osteopeltidae
Osteopeltidae is een familie van weekdieren uit de klasse van de Gastropoda (slakken).

## Geslacht
- Osteopelta B. A. Marshall, 1987